# 马里纺织公司
马里纺织公司（法語：Compagnie malienne du textile）是非洲国家马里一家以纺织业為主要業務的企業，總部位於塞古，1967年由中华人民共和国援建，为马里最大的纺织企业。

## 历史沿革
在法国殖民时期，殖民政府曾在马里推广种植棉花，以供应法国棉纺所需，但当局并没有在马里开设纺织工厂，因此在独立初期，马里纺织工业薄弱，1965年，马里政府决定寻求欧洲国家的外援，修筑一座印染厂，後转向中华人民共和国，对此，欧洲国家曾向马里施压，要求其不应接受中国援助，但马里政府最终将修建专案交给中国，1967年，工厂投入使用，为马里官方全资持有，1973年至1975年间再度扩建，1994年，马里政府将该公司私有化，由中国海外工程公司与马里政府共同持股。